# Santa Susanna
Santa Susanna est une commune de la province de Barcelone, en Catalogne, en Espagne, de la comarque de Maresme

## Géographie
Cette localité située sur la Costa del Maresme.
Santa Susanna se trouve au bord de la Méditerranée, à 60 kilomètres de la ville de Barcelone. À proximité, se trouve le parc naturel de Montnegre-Corredor. De plus, Santa Susanna est l'une des localités du Maresme qui conserve le plus de tours-vigies. Elles furent construites entre le XVe et le XVIIIe pour se défendre contre les attaques de pirates. Parmi les sept qui existent, deux sont visitables, une abrite aujourd'hui la gare ferroviaire, et les autres ont été incorporées à des logements privés.
Santa Susanna est considérée comme la Mecque du culturisme européen[réf. nécessaire].

## Jumelage
- Castelnaudary